# Висаян
Виса́ян (таг. Kabisayaan, англ. Visayan, исп. Visayan) — небольшое море в Филиппинском архипелаге между островами Масбате на севере, Лейте на востоке и юго-востоке, Себу и Негрос на юге и Панай на западе. Относится к Тихому океану. Соединяется с морем Камотес проливом Канигао, а также с морями Сибуян, Самар, Минданао и Сулу.

## География и гидрография

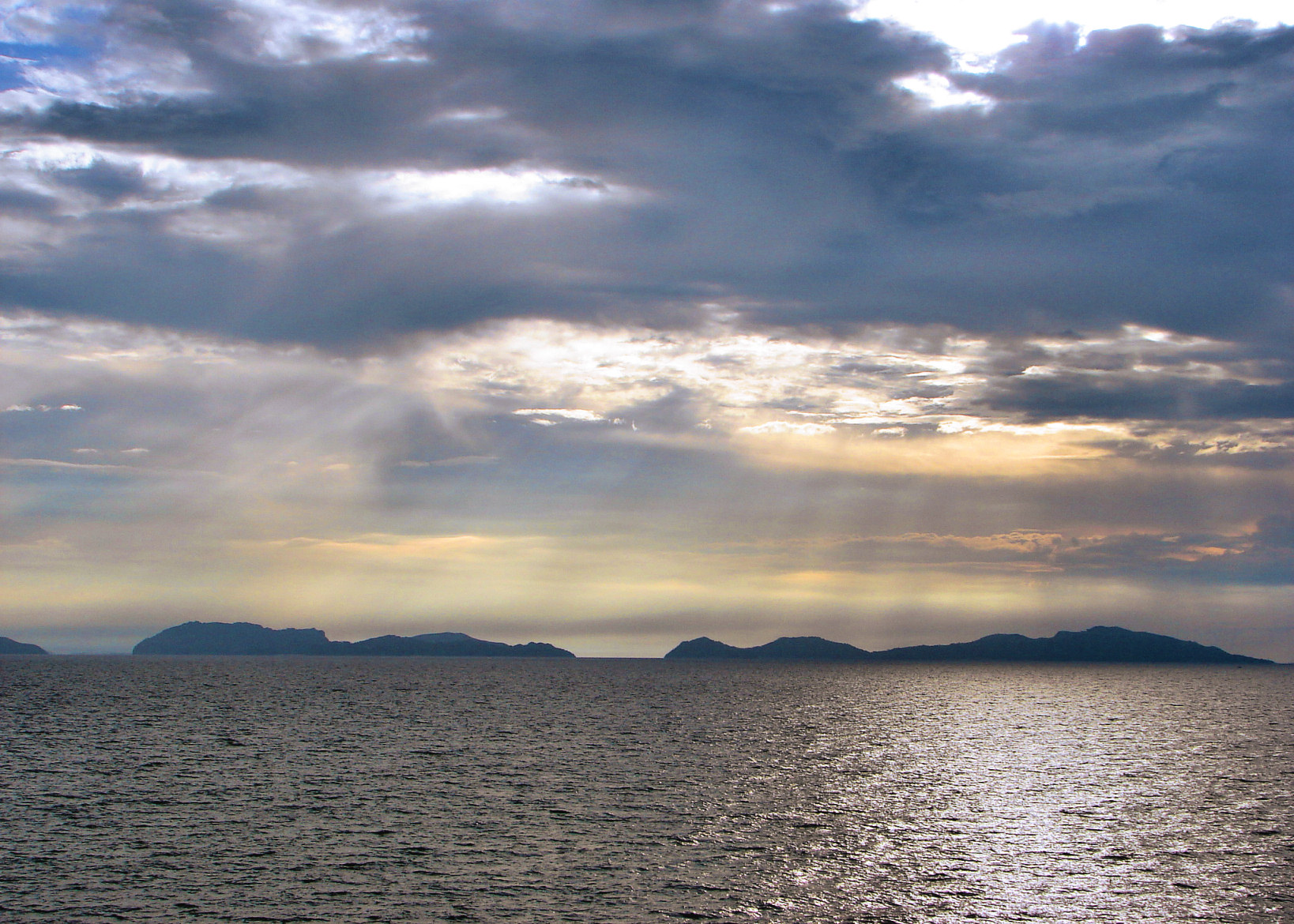
Закат на Висаяне

Море расположено между 11° и 12° с. ш. и 123° и 124° в. д. Площадь моря составляет, по разным источникам, от 5184 до 10 тыс. км². Мелководно: по одним источникам, на большей части площади глубины до 40 м, по другим до 50 м со средней глубиной 38 м. Имеются отмели глубиной около 6—10 м. Максимальная глубина 150 м. Температура поверхности воды изменяется от 27 до 30 °C. Солёность поверхностных вод варьирует от 33,2 до 34,3 ‰. Концентрация хлорофилла а лежит в диапазоне от 0,001 до 0,67 мг/мл.
Омывает берега островов, расположенных в четырёх провинциях Филиппин — Илоило, Западный Негрос, Себу и Масбате. В общей сложности с морем граничат 22 муниципальных образования. На западе соединяется с морем Сулу. Получает приток воды из Южно-Китайского моря через пролив Миндоро и проход Исла-Верде на северо-западе. На юге соединяется с морем Минданао через проливы Бохоль, Таньон и Канигао. Воды Тихого океана поступают во внутренние бассейны через пролив Сан-Бернардино на востоке.
Дно моря сформировано древними изверженными и метаморфическими породами.

## Хозяйственное использование

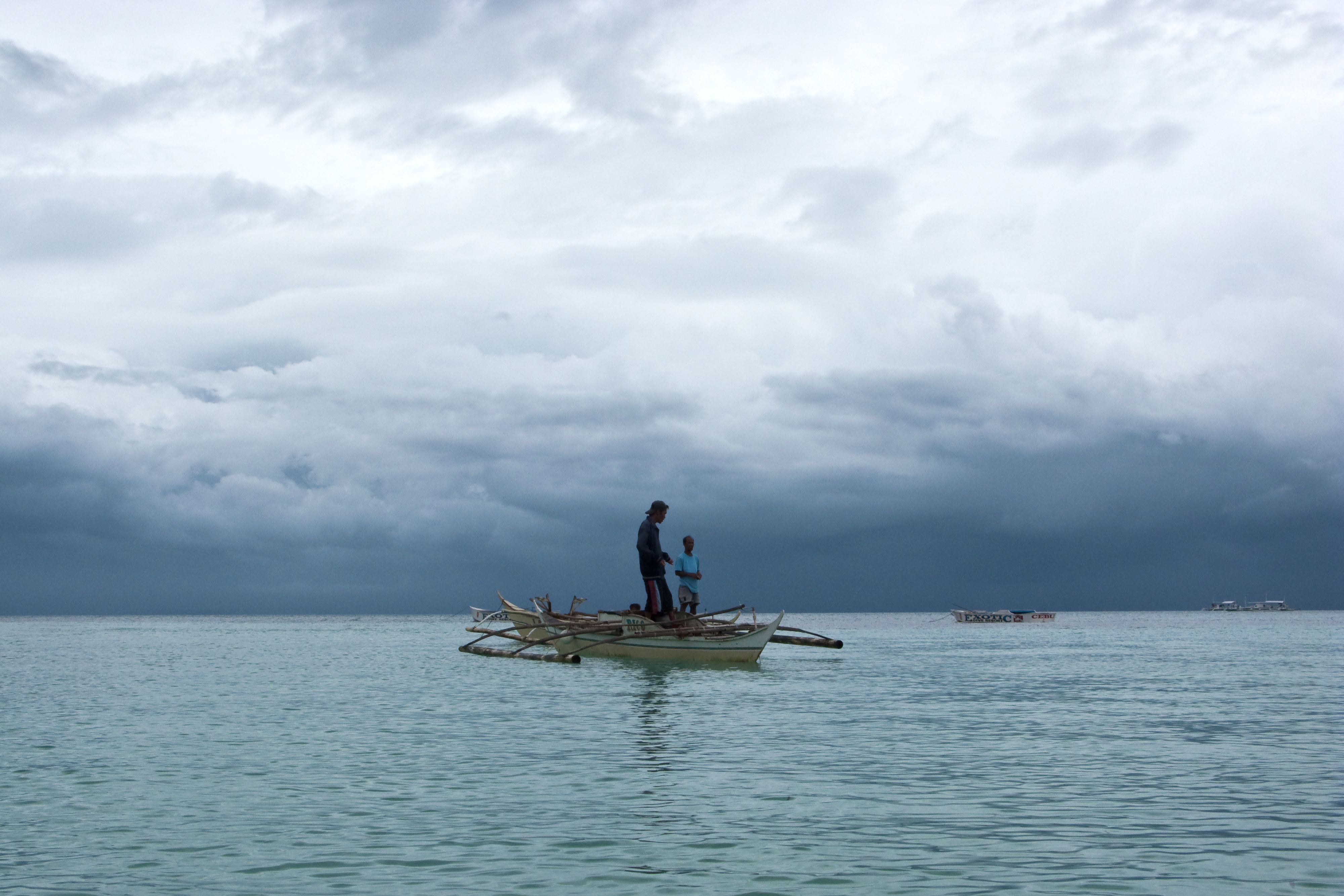
Рыбаки в проливе между островами Себу и Малапаскуа

Море Висаян всегда считалось одним из трех крупнейших рыболовных районов Филиппин. Около 66 % всей продукции рыболовства в этом районе добывается на коммерческой основе. В 1992 году было выловлено около 165 тыс. т. рыбы, но уже в 1995 году объём промысла упал до 120 тыс. т. Исследования проведенные в 2003 и 2007 годах показали увеличение численности мелких пелагических видов рыб, возрастание доли кальмаров, каракатиц, медуз и крабов в общем улове, а также сокращение в уловах хищников.
В море проводили разведочные бурения для оценки нефтегазовых запасов.